# カララ
カララは、吉崎観音作の漫画『ケロロ軍曹』およびその関連作品に登場する架空のキャラクターである。アニメ版の声優は野田順子。

## 人物
黄緑色の体色で帽子と腹部に禁止マークがある。帽子には尖った部分がある。
連載雑誌である『少年エース』にて初登場後すぐにアニメ版に登場したが、アニメ版では本来初登場すべきエピソードには登場せず、さらにアニメ版独自の設定が多く追加されすぎてしまい、作品を知らない人からは「アニメ版のオリジナルキャラクター」として認識されることも少なくない（これはチロロも同様）。

### 原作での設定
第90話に登場。ケロン軍幼年訓練所所属のいたずら好きな子という設定。一人称は「オイラ」。ガルル小隊のタルル上等兵の後輩である。

### アニメでの設定
一般ケロン人の少女で、ケロン軍には所属していない。当初、ケロン星で有名なはずのケロロ小隊を知らなかった。一人称は「ワイ」か「うち」で大阪（関西）弁を話す。
惚れっぽくて尻軽で八方美人な性格であり、タママを上回るほどキュートでラブリーであるという設定。登場するたびにケロロ小隊の誰かに惚れ、今まで惚れていた人への愛を忘れてしまう。
父はケロン星の大企業「ドババ・インダストリー」の社長・ドババである（第94話）。3度目から4度目までの登場まではケロロに「カララお嬢様」と呼ばれていた。
タルルとは幼馴染という設定になっている。
初登場は第65話Bパートで、父ドババ（このとき、ドババという名は明かされず）の軽機動メカを勝手に動かしてそれが暴走した結果地球に着き、「ケロロ小隊に入りに来た」という口実でケロロ小隊（主にタママ）と接触した（このとき、彼に言われてケロロ小隊をはじめて知る）。
この時カララはケロロが所有するゲロロ艦長のビデオとギロロの銃（相棒と呼んでいたことから、よほど大切な銃だった様子）、クルルの新発明品「ギンギンドロドロ銃」のデータを壊してしまい、クルルの「お仕置き用迷路」でお仕置きを食らう。その迷路から抜け出すときにタママが力になってくれた。タママ→クルル→ドロロ→ギロロ→ケロロの順で惚れた。
296話Bパートでカララのタママ宛の年賀状でタママに誰かいいお婿候補がいないか問いているので、現在は特に意中の者はいないと思われる。
3度目の登場である第94話は原作におけるカララの初登場話である第90話に対応しているが、タルルではなくチロロが登場し、タルルは2人を迎えに来る役目で登場する。
第135話Bパートではケロロの夢の中にも登場している。